# Fuse TV

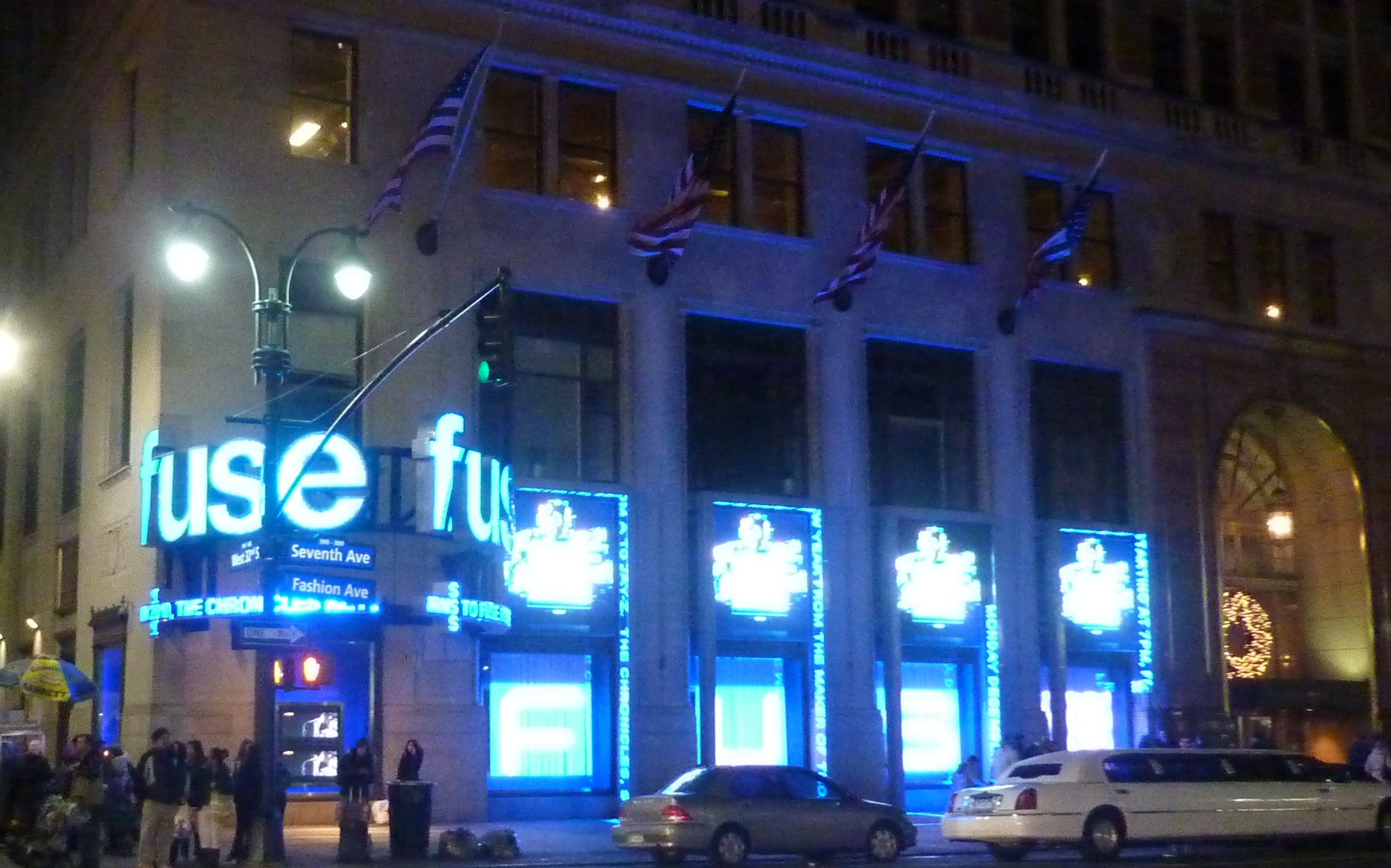
Fuse Studio

Fuse (ehemals MuchMusic USA) ist ein amerikanisches Fernsehnetzwerk der Madison Square Garden Networks und als solches Bestandteil der Madison Square Garden Inc. mit Firmensitz in New York City.
Programmschwerpunkte von Fuse sind Musik und musikalische Themen. Es zeigt exklusive Interviews, Liveauftritte, Serien mit Musikstars und Musikvideos. Es werden sowohl bekannte Stars aus der Musikszene sowie relativ unbekannte Newcomer auf dem Sender gezeigt. Fuse richtet sich an die Zielgruppe der 18–34-Jährigen.
Ursprünglich beschränkte sich der Sender auf Indie-Rock, Alternative Rock, Heavy-Metal- und Punkmusik, mittlerweile sind aber auch viele andere Musikrichtungen vertreten.

## Geschichte

### 1994–2001
Ursprünglich war das Netzwerk Teil von Cablevision und CHUM Ltd. und sendete großteils die gleichen Sendungen wie der kanadische Sender MuchMusic. Nachdem CHUM Limited die Hälfte des Unternehmens an Cablevision verkaufte, erwarben diese das Markenrecht an MuchMusic durch einen Nutzungsvertrag.

### 2001–2003
Im Frühjahr 2001 begann Cablevision ein eigenes Programm unter dem Namen MuchMusic USA zu senden. In erster Linie bestand das Programm aus Musikvideos, kurzen Werbeeinblendungen und teilweise noch den alten kanadischen Musiksendungen, die im Dezember 2002 aber auf eine Stunde am Tag reduziert wurden.
Anfang 2003 entzog CHUM dem Unternehmen Cablevision die Lizenz des Namens MuchMusic und alle davon abhängige Rechte. Im März 2003 verkündete Cablevision die ab April 2003 gültige Umbenennung in Fuse.

### 2003–2010
Nach dem Namenswechsel übertrug Fuse nicht nur Musikvideos, sondern auch erste Talkshows und musikrelevante Serien. Im Jahr 2008 erhielten sie die Rechte zur Übertragung von diversen Musikfestivals, z. B. Bonnaroo Music and Arts Festival, Vans Warped Tour und Voodoo Experience. Im Jahr 2009 übertrug Fuse tägliche Nachrichten aus der Musikszene unter dem Titel The Daily Noise" und strahlte Konzerte von Fall Out Boy und John Mayer aus.
Im Oktober 2009 übertrug Fuse zeitgleich mit dem Sender MuchMusic Canda ein Jay-Z konzert im Madison Square Graden.
Seit September 2010 ist der Bassist Mark Hoppus von Blink-182 mit einer eigenen Talkshow Hoppus On Music im Programm vertreten.

## Moderatoren
- Mark Hoppus & Amy Schumer moderieren Hoppus On Music
- Juliya Chernetsky & Allison Hagendorf moderieren abwechselnd den Fuse Top 20 Countdown
- Touré moderiert die shows Hip Hop Shop und On The Record

## Weblink
- Offizielle Internetpräsenz des Senders